# Zanapa 2.ª Sección (El Tumbo)
Zanapa 2.ª Sección (El Tumbo) es una localidad del municipio de Huimanguillo ubicado en la subregión de la Chontalpa del estado mexicano de Tabasco.

## Geografía
La localidad de Zanapa 2.ª Sección (El Tumbo) se sitúa en las coordenadas geográficas 17°57′54″N 93°49′45″O / 17.965000, -93.829167, a una elevación de 1 metro sobre el nivel del mar.

## Demografía
Según el Conteo de Población y Vivienda 2020, efectuado por el Instituto Nacional de Estadística y Geografía, la localidad de Zanapa 2.ª Sección (El Tumbo) tiene 356 habitantes, de los cuales 176 son del sexo masculino y 180 del sexo femenino. Su tasa de fecundidad es de 2.98 hijos por mujer y tiene 100 viviendas particulares habitadas.
| Gráfica de evolución demográfica de Zanapa 2.ª Sección (El Tumbo) entre 1980 y 2020 |
|                                                                                     |
| INEGI.                                                                              |